# Phaenopoma
Phaenopoma es un género de arañas cangrejo de la familia Thomisidae. El género se distribuye únicamente por el continente africano.

## Especies
- Phaenopoma milloti Roewer, 1961
- Phaenopoma nigropunctatum (O. Pickard-Cambridge, 1883)
- Phaenopoma planum Simon, 1895